# 阿讷
阿讷（法語：Anneux，法語發音：[anø]）是法国上法蘭西大區北部省的一个市镇，属于康布雷区。

## 地理
阿讷（50°9'15"N, 3°7'33"E）面积5.44 平方千米，位于法国上法蘭西大區北部省，该省份为法国最北部的省份及最长的省份，西北濒北海，西接加来海峡省，南至埃纳省和索姆省，东与比利时接壤。
与阿讷接壤的市镇（或旧市镇、城区）包括：布尔隆、埃斯科河畔康坦、方丹诺特达姆、格兰库尔莱阿夫兰库尔。

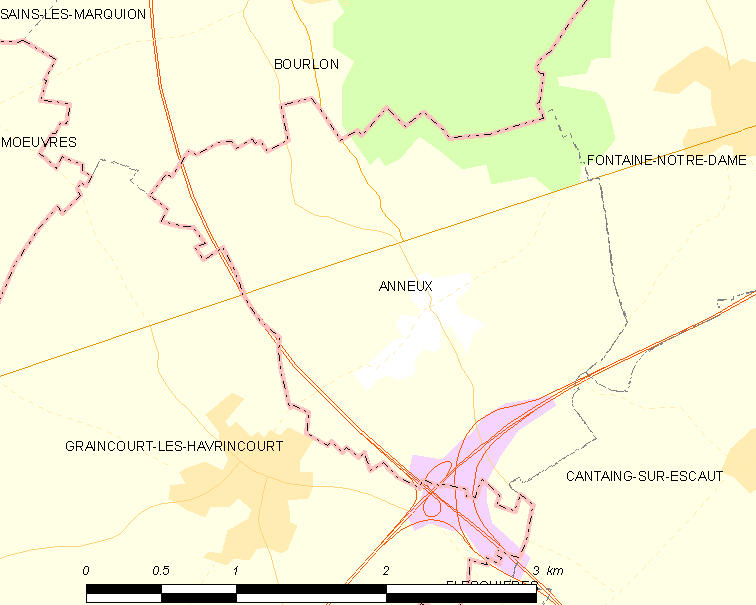
阿讷的OSM定位图

阿讷的时区为UTC+01:00、UTC+02:00（夏令时）。

## 行政
阿讷的邮政编码为59400，INSEE市镇编码为59010。

## 政治
阿讷所属的省级选区为康布雷县。

## 人口

1962-2008年间阿讷人口变化图示

阿讷于2022年1月1日时的人口数量为256人。